# Hardo Bruhns
Hardo Bruhns (* 25. August 1945 in Bielefeld) ist ein deutscher Plasmaphysiker.

## Leben
Bruhns studierte nach dem Wehrdienst Physik an der Universität Heidelberg, wo er 1976 über Elektronen-Loch-Plasmen in Indiumantimonid promovierte. Von 1980 bis 1981 forschte er als Feodor-Lynen-Stipendiat am Spheromak der University of Maryland bei Hans R. Griem und G. C. Goldenbaum.
1982 habilitierte er sich in Heidelberg und wurde 1983 zum Professor für Angewandte Physik auf Zeit ernannt. Mit seiner Arbeitsgruppe gelang ihm am Heidelberg Spheromak Experiment (HSE) 1987 die weltweit erste experimentelle Demonstration eines Spherical Tokamak. Ende 1986 ging er an das Max-Planck-Institut für Plasmaphysik (Garching b. München), wo er sich neben seinen Arbeiten in Heidelberg am Fusionsexperiment ASDEX beteiligte und im Projektteam des im Bau befindliche Großexperiments ASDEX Upgrade die Realisierung des Plasmakontrollsystems leitete. 1988 wurde er zum außerplanmäßigen Professor an der Universität Heidelberg ernannt, wo er bis 2009 lehrte.
1989 wechselte er nach Brüssel zur Generaldirektion Forschung (DG XII) der Europäischen Kommission und war als Leiter der Abteilung „Physik“ im europäischen Fusionsprogramm zuständig für die programmatische Koordinierung der physikalischen Forschung in den zuletzt 23 assoziierten Forschungslaboratorien. Von Ende 1999 bis Mai 2001 leitete er kommissarisch das Direktorat für die nichtnukleare und nukleare Energieforschung der Generaldirektion. 2003 wurde er zum Berater ernannt. Ende 2004 schied er aus diesem Amt aus. Von 2005 bis 2012 war er für internationale Beratergremien in der Fusionsforschung in Tschechien und Italien tätig.
Von 2008 bis 2020 war Bruhns Mitglied im Vorstand des „Arbeitskreises Energie“ in der Deutschen Physikalischen Gesellschaft (DPG), zunächst als stellvertretender Vorsitzender, seit 2014 als Vorsitzender. Die Tagungsbandreihe „Energie“ gab er von 2009 bis 2019 für die DPG heraus. Für sein herausragendes Engagement als langjähriger Vorsitzender des DPG-Arbeitskreises Energie erhielt er im Jahr 2021 die DPG- Ehrennadel.
Privat interessiert sich Bruhns für moderne Kunst und Fotografie.

## Schriften (Auswahl)
- Kompakte Toroide: Plasmen mit Feldumkehr für die Kernfusion. In: Physikalische Blätter. Band 41, Nr. 5, 1985, S. 123–129, doi:10.1002/phbl.19850410506.
- Elektrizität: Schlüssel zu einem nachhaltigen und klimaverträglichen Energiesystem. Studie; Gesamtredaktion Martin Keilhacker und Hardo Bruhns. Deutsche Physikalische Gesellschaft, 2010 (online).
- mit M. Keilhacker: Energiewende: wohin führt der Weg? IN: Aus Politik und Zeitgeschichte. Nr. 46–47, 2011 (online).
- als Herausgeber (seit 2009): Tagungsbände des Arbeitskreises Energie in der Deutschen Physikalischen Gesellschaft (online).
- als Herausgeber: Karl Muggly: Aquarelle Zeichnungen Glasmalerei. Verlag Bartens, Berlin 2015, ISBN 978-3-87040-155-9.